# تراویح
نماز تراویح لغتی عربی است و به نمازهایی گفته می‌شود که مسلمانان سنی در شب‌های ماه رمضان به جماعت می‌خوانند. این نماز پس از نماز عشاء خوانده می‌شود. در بین اهل سنت رسم است که هر شب یک جزء قرآن را در این نمازها تلاوت کنند تا در پایان ماه رمضان، قرآن ختم شود. نماز تراویح بیست رکعت است اما پس از هر دو رکعت سلام داده می‌شود، که پس از هر چهار رکعت استراحت (ترویحه) انجام می‌شود و از این رو آن را نماز تراویح می‌نامند. ترویحه، وقفه کوتاهی است که از آن برای خواندن دعا یا اذکار استفاده می‌شود. نماز تراویح در مساجد اهل سنت در کشورهای مختلف برگزار می‌شود. هر ساله در ماه رمضان جمعیت بسیاری برای شرکت در نماز تراویح مسجدالحرام در مکه و مسجد نبوی در مدینه جمع می‌شوند.

## دیدگاه اهل سنت
اهل سنت عقیده دارند که نماز تراویح، سنت پیامبر اسلام است. از نظر اهل سنت نخستین کسی که نماز تراویح خواند، محمد یا علی بوده‌است و مسلمانان به او اقتدا می‌کرده‌اند از نظر اهل سنت، نماز تراویح مستحب است و به همین دلیل قطع طواف و سعی برای تراویح جایز نیست. در فقه اهل سنت نماز تراویح را می‌توان فرادا یا به جماعت خواند و ختم قرآن در آن هم واجب نیست.
در بسیاری از منابع اهل سنت این موضوع که عمر بن خطاب بنیانگذار تراویح جماعت است اشاره شده‌است.
بخاری در صحیحش و و نسایی در سنن خود از محمد نقل کرده‌اند:
«ای مردم، نمازهایتان را در خانه‌هایتان برپا دارید همانا بجز نمازهای واجب، بهترین نمازها آنهاییست که در خانه‌ها خوانده شوند»
ابن ماجه در سننش آورده:
«عبدالله بن مسعود از محمد پرسید: نماز در خانه بهتر است یا مسجد؟ او پاسخ داد: آیا نمی‌بینی خانه من چه نزدیک به مسجد است؟ برپا داشتن نماز در خانه نزد من محبوبتر از مسجد است بجز نمازهای واجب»
بخاری در صحیحش از قول زید بن ثابت آورده:
«پیامبر زیراندازی از پوست نخل برای خودش درست کرد و شب برای نماز از خانه بیرون شد و به نماز ایستاد. چند تن در حین نماز به او پیوستند. شب بعد آن عده برای نماز آمدند اما او نیامد. آن‌ها شروع به پرتاب سنگ‌ریزه به خانه محمد کردند و ناگاه او با خشم بیرون آمده و گفت: شما همچنان برخواسته خود پافشاری می‌کنید، از برای شما از اینکه این نماز را خدا برایتان اجباری کنم، می‌ترسم. ای مردم، نمازهایتان را در خانه‌هایتان برپا دارید همانا بجز نمازهای واجب، بهترین نمازها آنهاییست که در خانه‌ها خوانده شوند»
بخاری در جای دیگری از عبدالرحمان بن عبدالقاری آورده که پس از مرگ محمد، مردم همچنان نوافیل (نافله‌ها) را فردی (غیر جماعت) می‌خواندند و این سنت در زمان ابوبکر و نخستین سال‌های زمامداری عمر برپابود. شبی از شبهای رمضان، عمر وارد مسجد شد و مردم را مجزا یا در گروه‌های کوچک در حال نماز دید. عمر گفت به نظر من بهتر است اینان را تحت امامت یک قاری جمع کنم. او سپس مردم را تحت امامت ابی بن کعب جمع کرد. شب بعد عمر به مسجد آمد و دید مردم به امامت ابی بن کعب نماز می‌خوانند و گفت: چه بدعت خوبی است اما نمازی که آن را انجام نمی‌دهند و در وقتش می‌خوابند، بهتر از نمازی است که می‌خوانند.» مقصود او نماز در آخر شب بود.
روایت بیهقی از ثقفی:
«علی بن ابی طالب مردم را به برپایی نماز در ماه رمضان تشویق می‌کرد و برای مردان امام جماعت قرار می‌داد و برای زنان نیز (امام جداگانه). من امام جماعت زنان بودم.»

## دیدگاه شیعیان
از نظر شیعیان نماز تراویح، همان نماز وتر یا نماز تهجد (در کل نماز نافله) است که در ماه رمضان و غیر از آن مستحب و سنت است. شیعیان اعتقاد دارند که خواندن نماز مستحب به جماعت صحیح نیست. بر اساس بحارالانوار، نخستین کسی که دستور به جماعت در تراویح داد عمر بن خطاب بود. شیعیان معتقدند که جماعت در تراویح بدعت است. ایشان اعتقاد دارند که علی بن ابی طالب همواره یاران و پیروانش را از این نماز بازمی‌داشته‌است.
همانا که انجام نافله جماعت در رمضان بدعت است. ای مردم آگاه باشید که انجام عبادتی کوچک برطبق سنت بهتر است از انجام عبادتی بزرگ اما با بدعت است.— محمد باقر و جعفر صادق، وسایل الشیعه
شیعه امامیه، این شکل نماز خواندن را جزء شریعت نمی‌داند. بلکه از بدعت‌های برخی صحابه می‌شمارد زیرا مسلم این است که پیامبر اسلام از به جای آوردن نماز مستحبی در مسجد دوری می‌کرد. عبدالله بن سعد از محمد پرسید: نماز مستحبی را در خانه به جای آوردن بهتر است یا در مسجد؟ ایشان فرمود: آیا نمی‌بینی که خانهٔ من چقدر به مسجد نزدیک است؟ با این وصف من دوست دارم که نمازهایم را در خانه‌ام به جای آورم مگر این که نمازهای واجب باشد.
همچنین بر اساس روایات شیعان، محمد می‌گوید:
بر شما باد به نماز در خانه‌هایتان؛ زیرا بهترین نماز انسان نمازی است که در خانه خوانده شود مگر نمازهای واجب— پیامبر اسلام، مسند احمد
.

از جانب دیگر پیامبر اسلام این نوع از نمازهای مستحبی را به جماعت بجا نیاورده است؛ و حتی در زمان ابوبکر هم سابقه نداشته‌است. روایتی از کتاب صحیح بخاری که از منابع اصلی حدیثی نزد اهل سنت است، به صراحت بیان می‌کند که اقامه آن به جماعت از بدعت‌های خلیفه دوم بوده‌است. وی از ابن شهاب و او از عبدالرحمن بن عبد القاری نقل می‌کند که: 
در یکی از شب‌های رمضان با عمر به مسجد رفتیم. دیدم مردم دسته دسته پراکنده هستند و هر کسی برای خود یا با گروه خود نماز می‌خواند. عمر گفت: به نظر من اگر اینان به یک امام اقتدا کنند بهتر است پس دستور داد ابی بن کعب پیش نماز همه باشد. شبی دیگر با وی به مسجد رفتیم و دیدیم مردم نمازهای مستحبی شب‌های رمضان را به جماعت می‌خوانند. آن گاه عمر گفت: این بدعت خوبی است— صحیح بخاری، صلاه التراویح
از این رو، گفته می‌شود مسلمانان همواره این نماز را فرادا به جای می‌آوردند تا اینکه عمر بن خطاب جماعت را بدعت نهاد. از نظر اهل تشیع، اهل سنت به این بدعت‌گذاری تصریح نیز می‌کنند چنان‌که قلقشندی می‌گوید: «عمر اولین کسی است که جماعت رمضان را تشریع کرد و آن در سال ۱۴ هجری بود». ابن عبدالبر در الاستیعاب می‌گوید: اوست که ماه رمضان را با نماز مستحبی دسته جمعی نورانی کرد.
از جعفر صادق، امام ششم شیعیان نقل شده‌است که: «به پا داشتن تراویح به جماعت جایز نیست».
در روایات شیعه آمده‌است: زمانی که علی بن ابی طالب در کوفه بود مردم کوفه پیش وی رفتند و از او امام جماعت شدن برای نماز تراویح را درخواست کردند. علی جواب منفی داد و آنان را از اقامه نوافل شب‌های ماه رمضان به جماعت نهی کرد.
سلیم بن قیس هم از علی نقل می‌کند: «به خدا سوگند! دستور دادم که مردم در ماه رمضان جز بر نمازهای واجب جماعتی را بر پا نسازند و به ایشان گفتم که ادای نافله‌ها به جماعت بدعت است. برخی از لشکریانم فریاد برآوردند که ای اهل اسلام! سنت عمر تغییر کرد. او ما را از نمازهای نافلهٔ ماه رمضان بازمی‌دارد. تا آن جا که ترسیدم در لشکرگاه سر به شورش نهند».